# Johnnie Mortimer
Pour les articles homonymes, voir Mortimer.
Johnnie Mortimer est un scénariste britannique né le 2 juillet 1931 en Angleterre (Royaume-Uni), mort le 2 septembre 1992.

## Filmographie
- 1968 : The Ronnie Barker Playhouse (série TV)
- 1970 : Marty Amok (TV)
- 1971 : Marty Abroad (TV)
- 1972 : Father Dear Father
- 1973 : No Sex Please: We're British
- 1974 : Man About the House
- 1977 : Robin's Nest (série TV)